# Девишев, Гумер Галимович
Гумер Галимович Девишев (вариант имени Омар) (1897, Оренбург — 1964) — татарский театральный режиссёр.

## Биография
- Выпускник студии Вахтангова.
- В 1924—1929 годах был режиссёром Татарского академического театра, в 1927—1929 — главным режиссером. В числе прочих поставил спектакли «Ревизор» Н.В. Гоголя (1897—1964), режиссёр, педагог.

## Творчество
Осуществил ряд постановок, обогативших татарское театральное искусство:
- «Ревизор» Н. В. Гоголя (1926)
- «Разлом» Б. А. Лавренёва (1928)
- «ГАЛИЯБАНУ» Мирхайдара Файзи (1929)
- «Мятеж» Д. А. Фурманова (1929)
- (Без ветрил)» Карима Тинчурина (1929)

В 1924 году с приходом Гумера Галимовича Девишева в Татарский государственный драматический театр открывается новый период в развитии национальной режиссуры. Воспитанник Вахтангова, проработавший несколько сезонов в труппе Н. Синельникова, усвоивший его реалистические принципы, Г. Девишев принёс в татарский театр школу режиссуры, включающую жизненную правду, яркую театральность, предельную простоту, доступность языка выразительных средств. Спектакли поставленные Девишевым, отличались высокой театральной культурой, чистотой, завершенностью форм, своеобразной изысканностью. Единая во всем спектакле манера актерской игры, неординарное пространственное решение являлись также составной частью не совсем обычного для татарского театра почерка режиссера Девишева.